# Liesbeth Schlumberger
Liesbeth Schlumberger là một nghệ sĩ organ đến từ Nam Phi, giáo sư trợ lý organ tại Nhạc viện quốc gia Conservatoire musique et danse de Lyon từ năm 1996.

## Tiểu sử
Liesbeth Schlumberger-Kurpershoek bắt đầu nghiên cứu về nội tạng của mình với Stephan Zondagh tại Đại học Pretoria trước khi đào tạo ở Pháp vào năm 1987 với Marie-Claire Alain cho organ và Huguette Dreyfus cho harpsichord tại nhạc conservatoire de Rueil-Malmaison. Sau đó, cô học tại Nhạc viện với Jean Boyer và cũng theo các lớp học ngẫu hứng với Jean Langlais.
Năm 1996, cô được bổ nhiệm làm trợ lý trong đội ngũ giảng viên của khoa đàn phím dây, bộ phận cơ quan của tổ chức bảo tồn quốc gia bảo tồn và sau đó được đạo diễn bởi Jean Boyer và gần đây là bởi François Espinasse.
Từ năm 1994, Liesbeth Schlumberger là người trưởng khoa của khoa đàn organ của Église protestante unie de l'Étoile ở Paris.
Liesbeth Schlumberger tham gia một số cuộc thi quốc tế, với tư cách là người tham gia hoặc là thành viên ban giám khảo, đáng chú ý là vào năm 2010, tại Chartres.

## Giải thưởng
- 1985: Giải nhất cuộc thi phát thanh quốc gia Nam Phi
- 1989: Giải nhất tại cuộc thi Organ quốc tế Bordeaux